# Sasplein
Het Sasplein is een straat in Brugge.

## Beschrijving
In tegenstelling tot de naam gaat het hier niet om een plein maar om twee korte straten in winkelhaak.
Daar waar al lang een complex van poorten, bruggen en sluizen aanwezig was (de Dampoort, de Sint-Lenaartspoort en de Speipoort), lag aan de kant van de binnenstad een braakliggend stuk grond, een eilandje.
Pas begin negentiende eeuw werden daar huizen gebouwd en liet zich de noodzaak gevoelen een officiële naam te geven. Waarschijnlijk heette die plek vroeger al 'het Sas' of 'het Sasplein', ten aanzien van het aanwezige sluizencomplex. Daarom werd in de bevolkingsboeken vanaf 1809 gewag gemaakt van het 'Sasplein', voor een korte straat die liep naar de beide bruggen tussen de stad en er buiten.
Thans loopt het Sasplein van de Wulpenstraat (beide straten worden gescheiden door een brug) tot aan het begin van de straat die Buiten de Dampoort heet en over de brug leidt naar het Fort Lapin. Maar het Sasplein draait meteen ook in winkelhaak om en leidt naar de Potterierei en de Kruisvest.

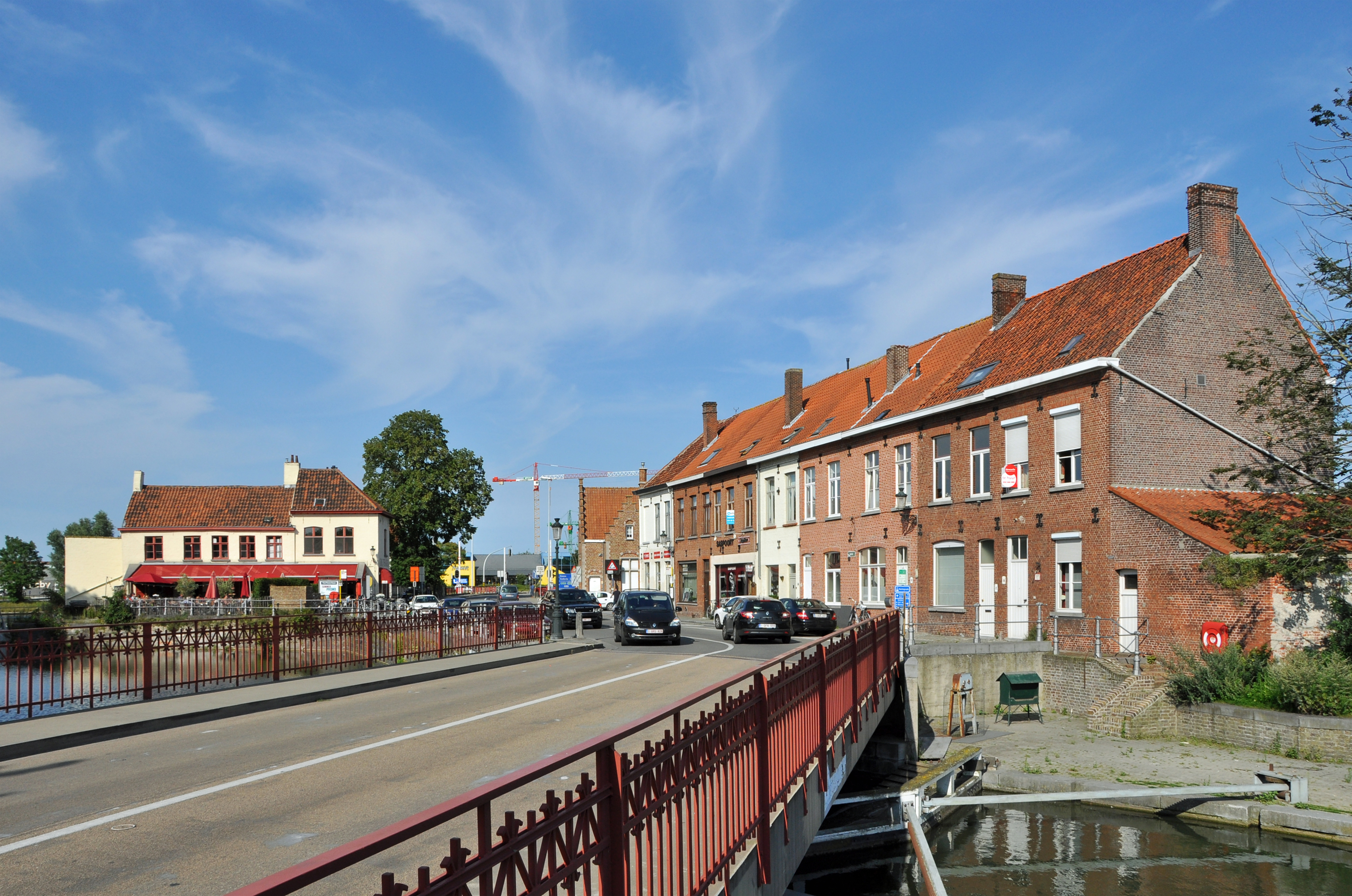
Het Sasplein gezien vanaf de Wulpenstraat. Op de achtergrond links: Café du Phare (beschermd monument vanwege een gedeeltelijk bewaarde vestingtoren van de tweede stadsomwalling).
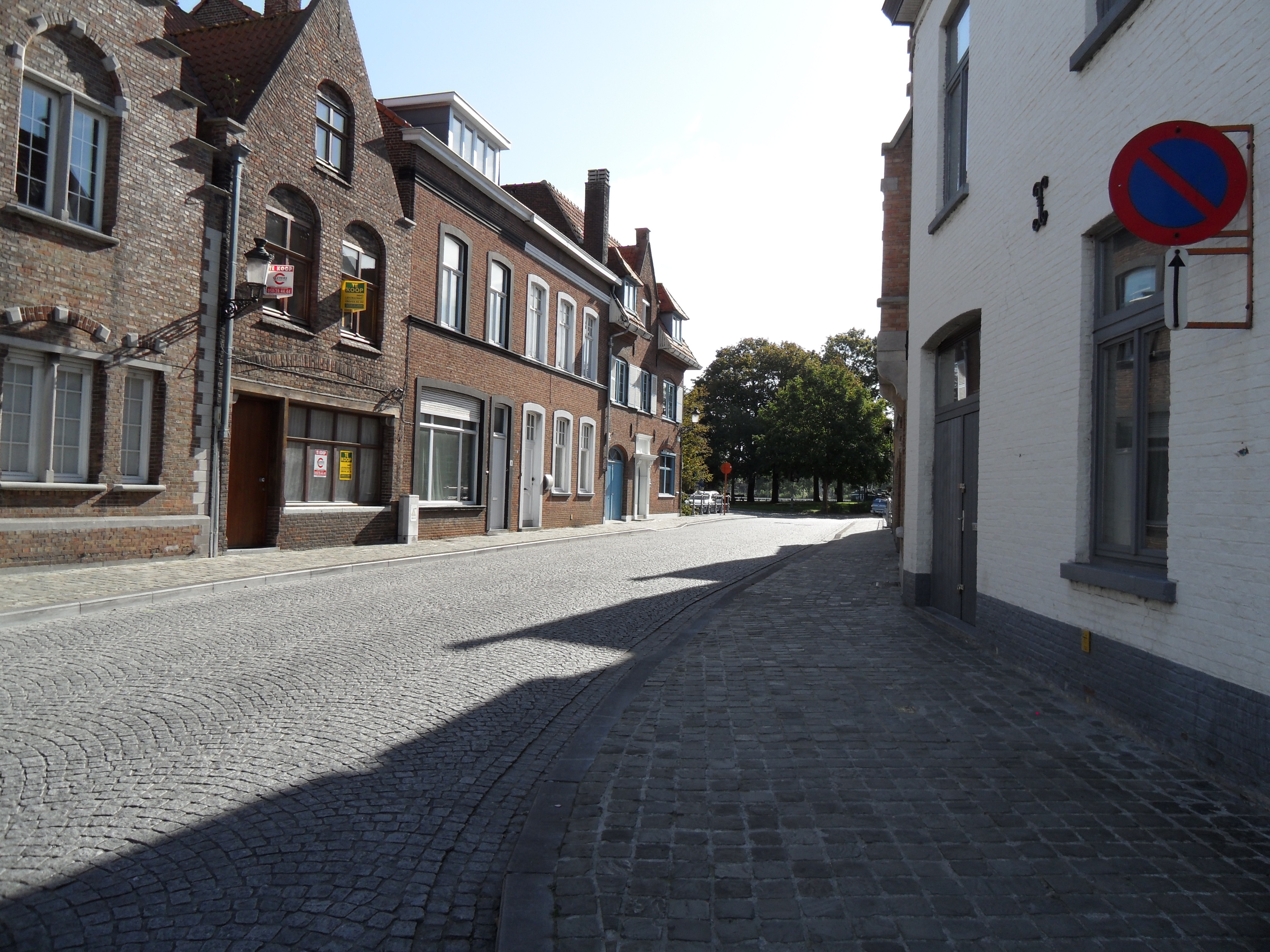
Het andere deel van het Sasplein, lopende van het Sasplein (eerste deel) naar de Potterierei.

## Voetnota
1. ↑  Officiële en toeristische kaarten en plannen die het Sasplein aanduiden, en zelfs de gegevens die door het stadsbestuur worden meegedeeld, zijn over de juiste afbakening van de straat verwarrend tot onjuist.

Straten en pleinen in Brugge met een artikel op Wikipedia: